# Atypus piceus
Atypus piceus es una especie de araña de telaraña del género Atypus, de la familia Atypidae, orden Araneae. Fue descrita por Sulzer en 1776.
Se distribuye por Irán y desde Francia hasta Rusia. Fue publicada en Abgekürzte Geschichte der Insekten, nach dem Linnaeischen System. Winterthur 2 Vols. (Araneae, 1: 248-254).